# Războiul Jicarilla
Războiul Jicarilla a început în 1849 între Apașii Jicarilla și armata Statelor Unite pe teritoriul New Mexico. Războinicii Ute au jucat un rol semnificativ în acest conflict, fiind aliați cu triburile Jicarilla. Războiul a început din cauza atacurilor realizate de triburile Apaș și Ute împotriva coloniștilor aflați pe Calea spre Santa Fe. Eventual, în 1853, armata americană a pornit o serie de lupte și campanii care s-au încheiat în 1854 când o imensă expediție militară a reușit să reprime mare parte din actele violente. Totuși, mici încăierări au continuat să aibă loc și în anul următorul.

## Conflictul
Dolores Gunnerson susținea că „triburile Jicariila ar fi aliații americanilor și ar fi slujitori loiali dacă Anglo [englezii] ar fi în stare să-i accepte ca „prieteni” și aliați”. În continuare, aceasta afirmă că „Jicarilla sunt în război cu Statele Unite de doar un an și jumătate, perioadă pe care aceștia și-au petrecut-o aproape în întregime evitând trupele”.
Războiul a început în 1849 când o trăsură care transporta coloniști a fost atacată de clanurile Jicarilla și Ute. Evenimentul, cunoscut și sub denumirea de Masacrul Alb, a fost extrem de mediatizat la momentul respectiv, fapt care influențat puternic perspectiv apopulației americane cu privire la aceste triburi. Un an mai târziu, câțiva poștași au fost uciși în ceea ce avea să fie cunoscut drept masacrul de la Wagon Mound. Variate incidente din următoarea decadă au intensificat tensiunile dintre americani și populația Jicarilla. În iarna 1853-1854 s-au inițiat operațiunile de război.
În februarie 1854, un furnizor guvernamental de carne de vită din aproapierea Fortului Union, New Mexico a raportat armatei că o parte din vitele sale au fost furate de către Jicarilla; o trupă formată din dragoni din Regimentul 2 Cavalerie a fost trimisă să recupereze bunurile furate. Pe 5 martie, locotenentul Bell a întâlnit un grup de războinici sub conducerea căpeteniei Lobo Blanco pe Râul Canadian. Dacă acesta și luptătorii săi erau responsabili de furt era un fapt incert, însă armata îi atribuiseră lui Lobo Blanco și clanului său uciderea unor coloniști albi și latini. A urmat un conflict în care liderul și patru războinici și-au pierdut viața în timp ce americanii au pierdut doi oameni. În următoarea zi, conflictul a escaladat odată cu efectuarea unui raid de către Jicarilla și Ute asupra unei turme de vite în aproapierea Fortului Union, acțiune în care au ucis doi păstori. În consecință, Regimentul 1 Cavalerie al armatei Statelor Unite a lansat o expediție în teritoriul Comancheria. Primul conflict a avut loc pe 30 martie când primlocotenentul John Davidson a lansat un atac neautorizat împotriva unui sat al JIcarilla lângă ceea ce azi este Pilar, New Mexico.
În urma bătăliei de la Cieneguilla, 60 de cavaleri americani s-au luptat cu 250 de războinici Apaș și Ute (număr estimat) aflați sub îndrumarea căpeteniei Flechas Rayada. Lupta a început în jurul orei 8:00 a.m. și a durat peste trei ore, la finalul cărora, douăzeci și doi de soldați au fost uciși, iar alți treizeci și șase răniți. După ce au ucis aproape 20 de indieni, trupele lui Davidson au fost obligate să se retragă. O săptămână mai târziu, pe 8 aprilie, aproape 200 de cavaleri americani, 100 de soldați din Divizia 3 Infanterie, respectiv 32 de cercetași, l-au găsit în canionul Ojo Caliente pe căpetenia Jicarrila, Chacon. În timp bătăliei, comandantul Philip St. George Cooke a învins o armată de 150 de războinici - a ucis cinci oameni și a rănit alți șase fără să înregistreze pierderi de partea sa. În acel moment, membrii Jicarilla s-au dispersat, iar mare parte din aceștia au încetat din viața din cauza frigului. Conflictul era cunoscut și datorită implicării lui Kit Carson, care a ghidat armata pe parcursul expediției, și a primlocotenentului George Sykes, cel care va comanda Armata Potomac în războiul civil american. După evenimentul de la Ojo Caliente, războiul a fost în mare parte încheiat cu excepția unor mici raiduri și încăierări de-a lungul următoarelor luni.